# Ryan Malone (Eishockeyspieler)
Ryan Gregory Malone (* 1. Dezember 1979 in Pittsburgh, Pennsylvania) ist ein ehemaliger US-amerikanischer Eishockeyspieler. Der linke Flügelstürmer bestritt zwischen 2003 und 2014 über 600 Partien für die Pittsburgh Penguins, Tampa Bay Lightning und New York Rangers in der National Hockey League. Mit der Nationalmannschaft der USA gewann Malone bei den Olympischen Winterspielen 2010 die Silbermedaille.

## Karriere

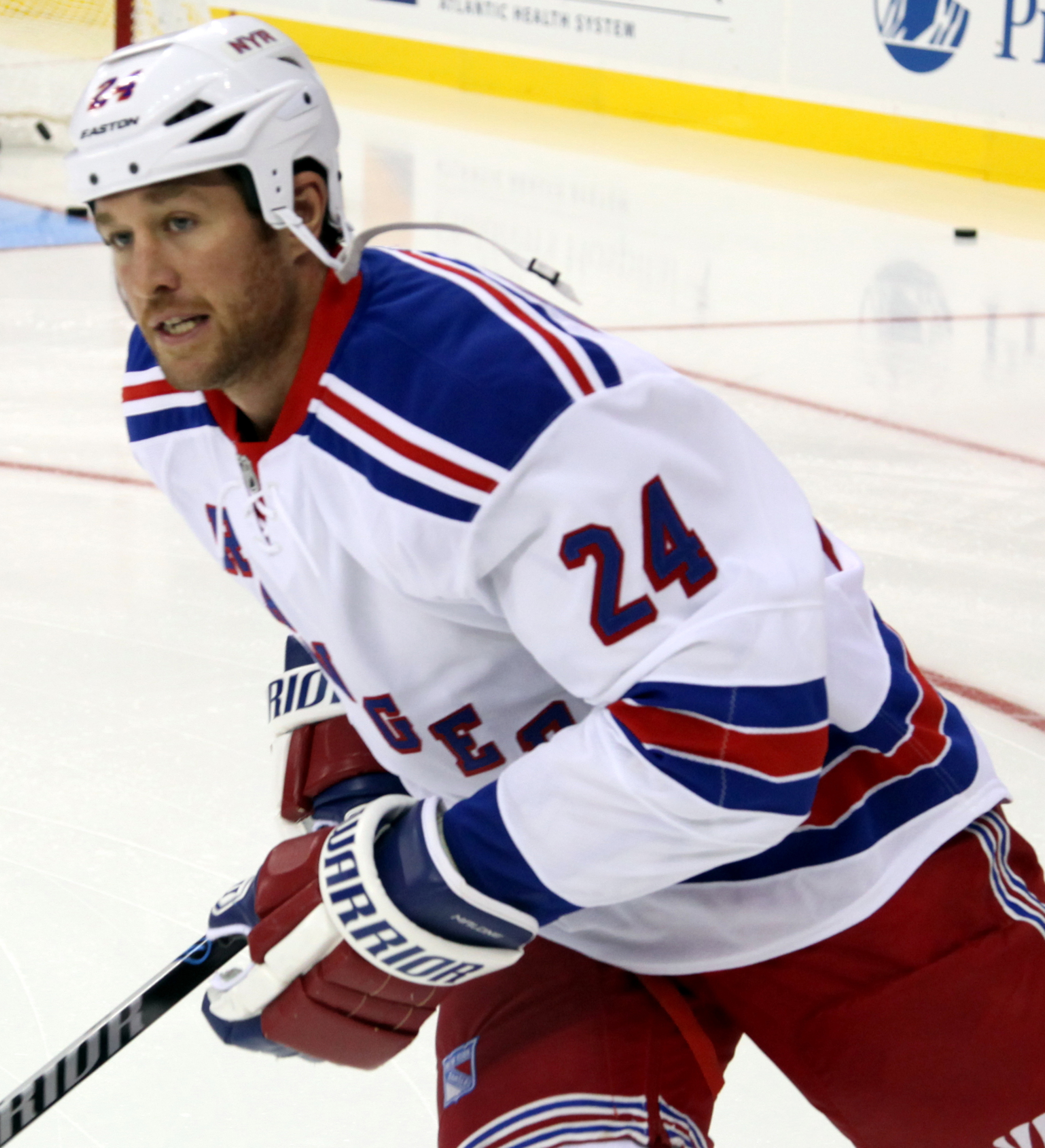
Malone im Trikot der New York Rangers (2013)

Der 1,93 m große Flügelstürmer spielte zunächst für verschiedene US-amerikanische Juniorenmannschaften, während seiner Collegezeit stand er im Team der St. Cloud State University, die im Spielbetrieb der National Collegiate Athletic Association antritt. Beim NHL Entry Draft 1999 wurde Malone schließlich als 115. in der vierten Runde von den Pittsburgh Penguins ausgewählt (gedraftet).
Gegen Ende der Saison 2002/03 stand der US-Amerikaner erstmals im Kader der Wilkes-Barre/Scranton Penguins, einem Farmteam der Pittsburgh Penguins in der American Hockey League. Schon in der folgenden Spielzeit schaffte Malone den Sprung in den NHL-Kader des Franchises aus Pittsburgh, hinter Dick Tärnström und Alexei Morosow wurde er auf Anhieb drittbester Scorer der Penguins. Den Lockout in der NHL-Saison 2004/05 verbrachte der Angreifer bei den Espoo Blues aus der finnischen SM-liiga, Ritten Sport aus der italienischen Serie A1 sowie beim HC Ambrì-Piotta in der Schweizer Nationalliga A. Zur Spielzeit 2005/06 kehrte der Angreifer in den Kader der Pittsburgh Penguins zurück, mit denen er 2008 das Stanley-Cup-Finale erreichte, dort aber in sechs Spielen den Detroit Red Wings unterlag. Am Saisonende wurde Malone ein Free Agent. Da sich Pittsburgh jedoch nicht auf einen neuen Vertrag mit ihm einigen konnte, transferierten sie die Erstverhandlungsrechte zu den Tampa Bay Lightning, die ihn wenig später zur Unterschrift unter einen mit 31,5 Millionen US-Dollar dotierten Siebenjahres-Vertrag brachten.
Nach sechs Jahren in Florida wurde sein Vertrag nach Ende der Saison 2013/14 nicht verlängert, sodass er sich im September 2014 als Free Agent den New York Rangers anschloss. Im Februar 2015 setzten die Rangers ihn auf den Waiver, um seinen Vertrag aufzulösen. Malone spielte daraufhin zwei Jahre lang nicht, ehe er Ende August 2017 einen Probevertrag von den Minnesota Wild erhielt. Daraus wurde in der Folge kein festes Engagement, sodass er in gleicher Art und Weise im Oktober 2017 zu deren Farmteam, den Iowa Wild wechselte. Dort bestritt er zwölf Partien, ehe er seine aktive Karriere endgültig für beendet erklärte. Insgesamt hatte er in der NHL 690 Spiele absolviert und dabei 392 Punkte verzeichnet.

### International
Mit der US-amerikanischen Nationalmannschaft gewann Ryan Malone bei der Weltmeisterschaft 2004 die Bronzemedaille, Bei der Weltmeisterschaft 2006 belegte er mit dem Team USA den siebten Platz. In 16 WM-Spielen erzielte der Stürmer insgesamt vier Tore und zwei Assists. Malone nahm mit den Vereinigten Staaten an den Olympischen Winterspielen 2010 im kanadischen Vancouver teil und gewann mit der Mannschaft die Silbermedaille.

## Erfolge und Auszeichnungen
- 2001 Broadmoor-Trophy-Gewinn mit der St. Cloud State University
- 2004 Teilnahme am NHL YoungStars Game
- 2004 NHL All-Rookie Team

### International
- 2004 Bronzemedaille bei der Weltmeisterschaft
- 2010 Silbermedaille bei den Olympischen Winterspielen

## Karrierestatistik

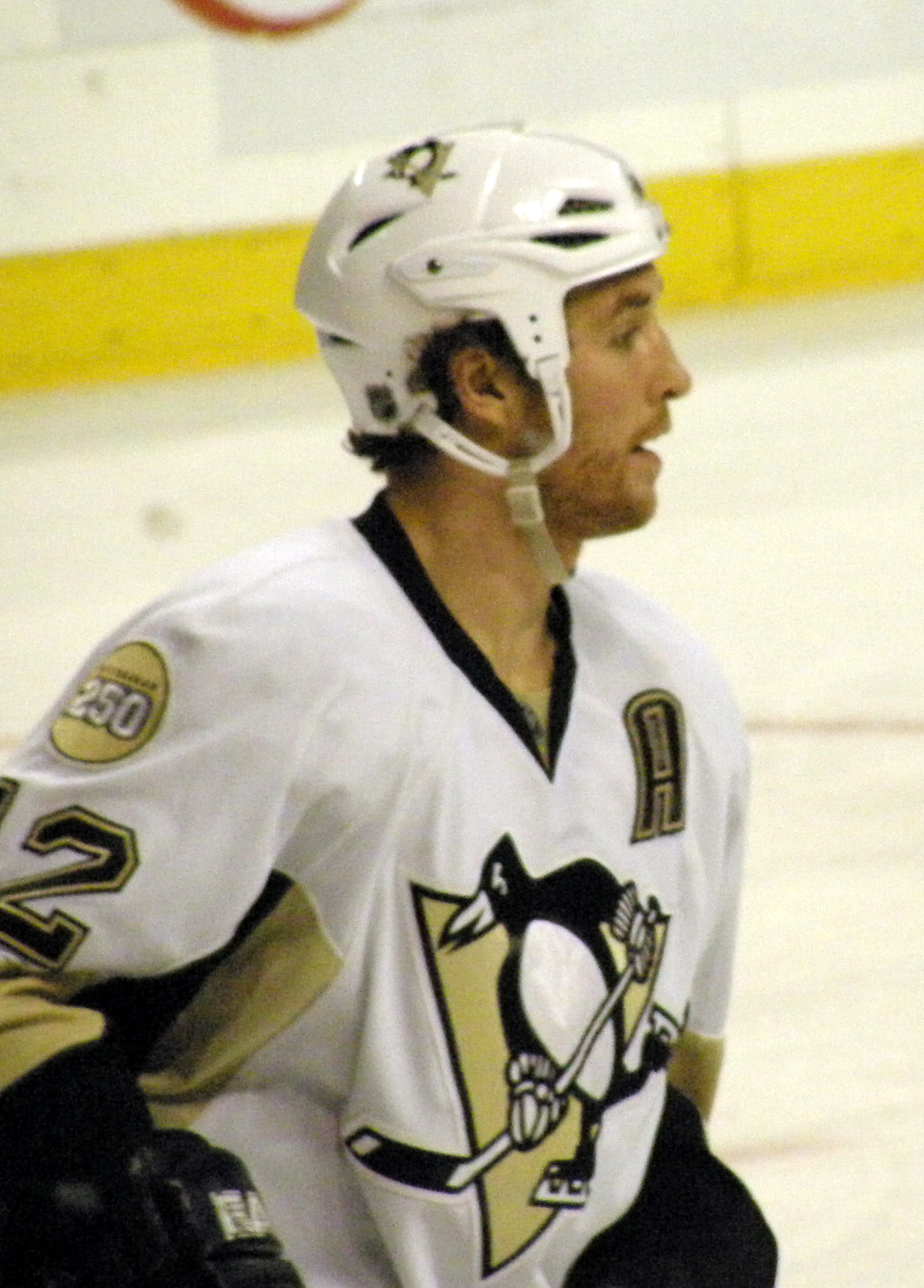
Malone als Spieler der Pittsburgh Penguins (2008)

### International
Vertrat die USA bei:
- Weltmeisterschaft 2004
- Weltmeisterschaft 2006
- Olympischen Winterspielen 2010

(Legende zur Spielerstatistik: Sp oder GP = absolvierte Spiele; T oder G = erzielte Tore; V oder A = erzielte Assists; Pkt oder Pts = erzielte Scorerpunkte; SM oder PIM = erhaltene Strafminuten; +/− = Plus/Minus-Bilanz; PP = erzielte Überzahltore; SH = erzielte Unterzahltore; GW = erzielte Siegtore; 1 Play-downs/Relegation; Kursiv: Statistik nicht vollständig)

## Familie
Sein Vater Greg Malone war ebenfalls Eishockeyspieler und bei den Pittsburgh Penguins, Hartford Whalers und Nordiques de Québec in der National Hockey League aktiv, wo er in 704 Spielen auf 501 Scorerpunkte kam. In den Jahren 1991 und 1992 gewann er als Talentscout der Pittsburgh Penguins den Stanley Cup und arbeitete in den folgenden Jahren auch als Chefscout der Mannschaft, ehe er 2006 in die Organisation der Phoenix Coyotes wechselte. Ryan Malones Onkel Jim Malone wurde im NHL Entry Draft 1980 in der ersten Runde ausgewählt, kam aber nie in der NHL zum Einsatz.